# Стубица (Врбовско)
Стубица је насељено место у граду Врбовско, Приморско-горанска жупанија, Хрватска.

## Историја
До територијалне реорганизације у Хрватској била је у саставу старе општине Врбовско.

## Становништво
У попису становништва из 2011. године, Стубица је имала 53 становника.
| Број становника према пописима | Број становника према пописима | Број становника према пописима | Број становника према пописима | Број становника према пописима | Број становника према пописима | Број становника према пописима | Број становника према пописима | Број становника према пописима | Број становника према пописима | Број становника према пописима | Број становника према пописима | Број становника према пописима | Број становника према пописима | Број становника према пописима | Број становника према пописима |
| ------------------------------ | ------------------------------ | ------------------------------ | ------------------------------ | ------------------------------ | ------------------------------ | ------------------------------ | ------------------------------ | ------------------------------ | ------------------------------ | ------------------------------ | ------------------------------ | ------------------------------ | ------------------------------ | ------------------------------ | ------------------------------ |
| 1857                           | 1869                           | 1880                           | 1890                           | 1900                           | 1910                           | 1921                           | 1931                           | 1948                           | 1953                           | 1961                           | 1971                           | 1981                           | 1991                           | 2001                           | 2011                           |
| 211                            | 223                            | 226                            | 198                            | 198                            | 149                            | 116                            | 148                            | 134                            | 128                            | 117                            | 127                            | 117                            | 96                             | 76                             | 53                             |

Напомена: Од 1910. до 1961. године исказивано под именом Стубица Врбовска. Садржи податке за некадашње насеље Каменско Врбовско које је до 1948. исказивано као насеље. Године 2001. увећан за део насеља Тук и Врбовско који садрже део података у наведеном периоду.

### Попис1991.
У попису становништва из 1991. године, Стубица је имала 96 становника, следећег националног састава:
| Попис 1991.‍  | Попис 1991.‍  | Попис 1991.‍ | Попис 1991.‍ | Попис 1991.‍ |
| ------------ | ------------ | ----------- | ----------- | ----------- |
|              |              |             |             |             |
| Хрвати       | Хрвати       |             | 78          | 81,25%      |
| Срби         | Срби         |             | 6           | 6,25%       |
| Југословени  | Југословени  |             | 4           | 4,16%       |
| Муслимани    | Муслимани    |             | 1           | 1,04%       |
| неопредељени | неопредељени |             | 2           | 2,08%       |
| непознато    | непознато    |             | 5           | 5,20%       |
| укупно: 96   |              |             |             |             |